# Brachythecium reflexum x populeum
Brachythecium reflexum x populeum là một loài rêu trong họ Brachytheciaceae. Loài này được Bott. mô tả khoa học đầu tiên năm 1891.